# Psephenus arizonensis
Psephenus arizonensis là một loài bọ cánh cứng trong họ Psephenidae. Loài này được Brown & Murvosh miêu tả khoa học đầu tiên năm 1974.